# Radu Lupu

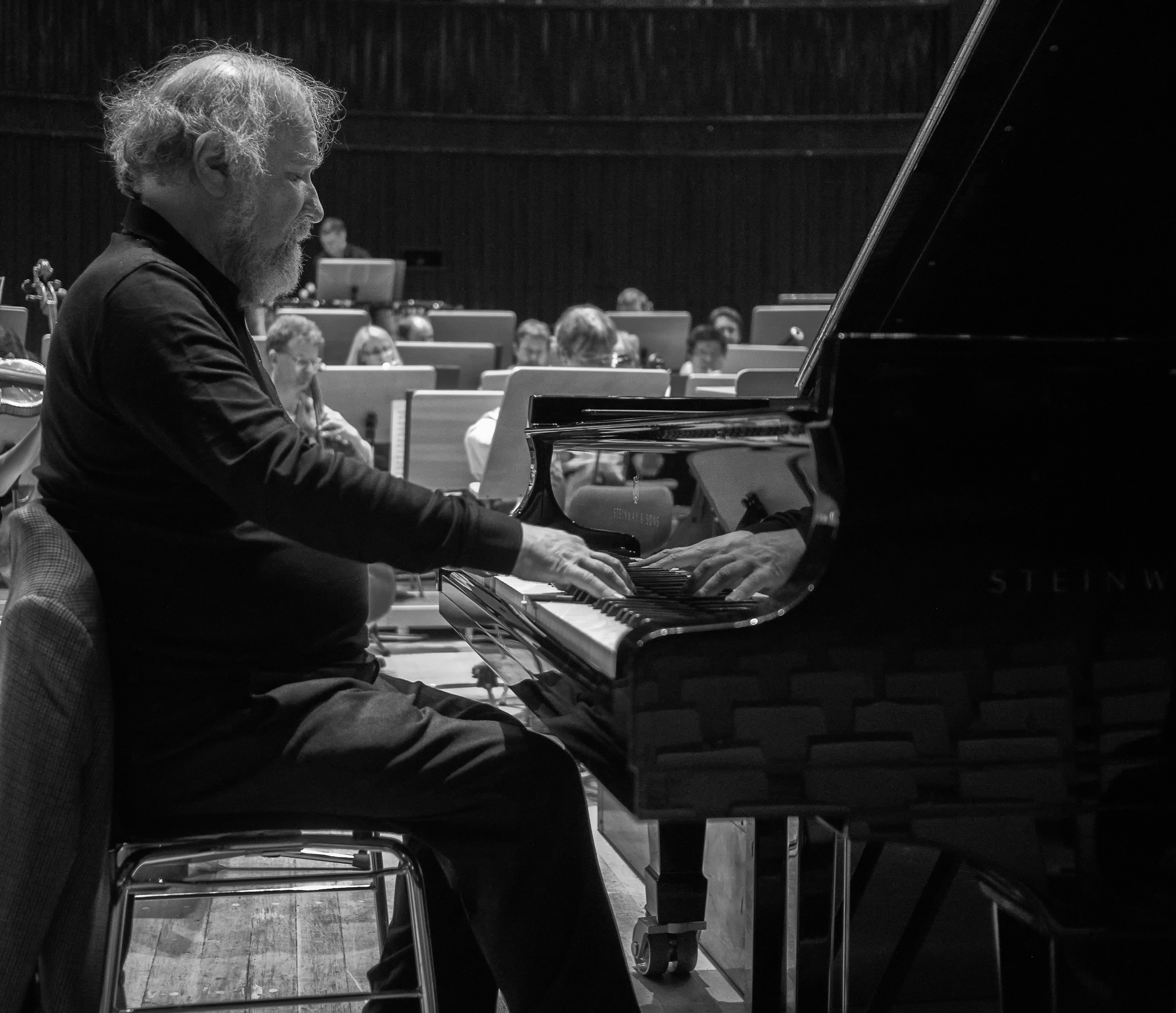
Radu Lupu la Hannover - conform unui vechi obicei, el șade pe un scaun simplu, de birou.

Radu Lupu, CBE (Comandor al Ordinului Imperiului Britanic) (n. 30 noiembrie 1945, Galați, România – d. 16 aprilie 2022, Lausanne, cantonul Vaud, Elveția) a fost un pianist și compozitor evreu-român, stabilit în Marea Britanie și Elveția. A fost unul dintre cei mai importanți pianiști ai vremii sale.

## Biografie

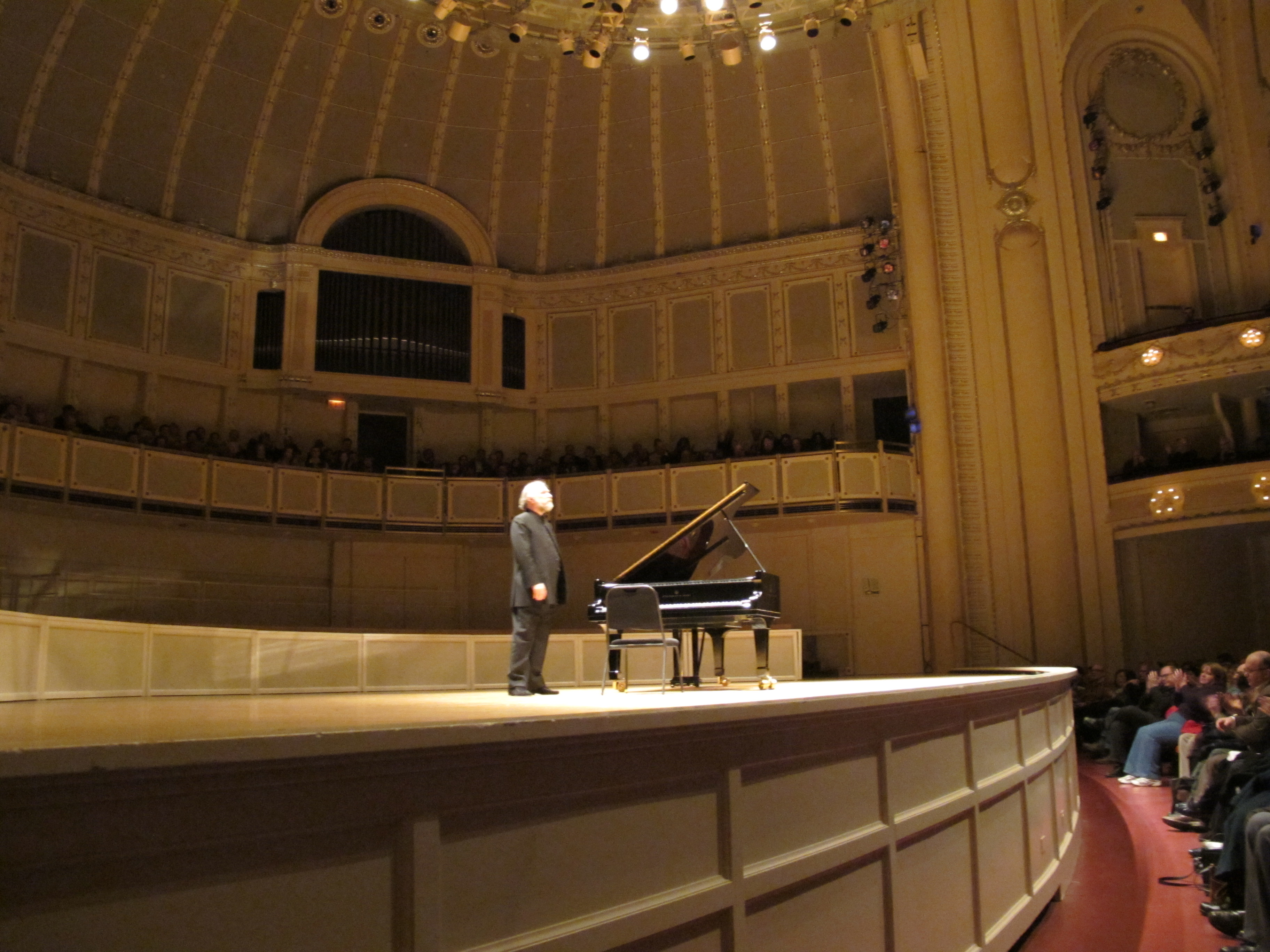
Radu Lupu ovaționat la un concert dat la Chicago Symphony Center pe 31 January 2010.

S-a născut la Galați, în familia avocatului evreu Meyer Lupu și a profesoarei Ana Gabor.
La vârsta de 6 ani a început să studieze pianul cu Lia Busuioceanu și la vârsta de 12 ani a debutat cu un program complet de muzică compusă de el însuși. A urmat liceul la Galați. După absolvirea Școlii Populare de Artă din Brașov, și-a continuat studiile la București, cu Florica Musicescu și Cella Delavrancea. La șaisprezece ani, în 1961, a primit o bursă de studiu la Conservatorul din Moscova, unde a studiat 2 ani cu Galina Eghiazarova, apoi cu Heinrich Neuhaus și, mai târziu, cu Stanislav Neuhaus.
În 1966, în perioada studiilor din Rusia, a concertat la Moscova și Leningrad și a participat la Concursul de pian „Van Cliburn” de la Fort Worth, Texas, unde a câștigat premiul I. Și-a reluat studiile la Moscova și, înainte de finalizarea acestora, a câștigat încă două prestigioase premii I: la Festivalul Internațional „George Enescu”, în 1967, și la Concursul internațional de pian de la Leeds, în Marea Britanie, în 1969. În noiembrie 1969 a debutat pe scena londoneză, înregistrând un mare succes. Despre interpretarea sa a Sonatei pentru pian Op.10 No.3 de Beethoven, Joan Chissell de la ziarul The Times a scris:
| “ | [Radu Lupu] a adus pe scenă ceea ce părea o întreagă experiență de viață, cu alternanțele sale de dezolare și mândrie. Muzica nu ar putea fi niciodată mai apropiată de vorbire. | ” |

Cariera lui Radu Lupu a continuat alături de cele mai prestigioase orchestre și cei mai mari dirijori ai lumii: în 1972 el a cântat în SUA, la New York, cu Orchestra din Cleveland, dirijată de Daniel Barenboim, și cu Orchestra Simfonică din Chicago, sub bagheta lui Carlo Maria Giulini, apoi a făcut un turneu de doi ani prin America, cu Orchestra Filarmonică din New York. Ulterior a întreprins cu regularitate turnee în Europa, Statele Unite, Israel și China.
Radu Lupu a fost căsătorit cu Elizabeth Wilson, de care a divorțat și s-a recăsătorit cu violonista română Delia Bugarin (d. 1990).

## Premii
- Premiul I la Concursul internațional de pian Van Cliburn, ediția 1966
- Premiul I la Festivalul Internațional „George Enescu”, ediția 1967 (împreună cu Dan Grigore)
- Premiul I la Concursul Internațional  de pian de la Leeds, ediția 1969
- Premiul Abbiati, acordat de Asociația Criticilor Italieni, în 1989
- Premiul Grammy, ediția 1995, pentru Cea mai bună înregistrare instrumentală a anului, cu Sonata în Si bemol major și Sonata în La major de Franz Schubert (la patru mâini, cu Daniel Barenboim)
- Premiul Edison, ediția 1995, pentru Cea mai bună înregistrare instrumentală a anului, cu sonate de Robert Schumann (Kinderszenen, Kreisleriana și Humoresque)
- Premiul Arturo Benedetti Michelangeli, ediția 2006